# 多対多
多対多 (many-to-many) のコミュニケーションは、社会における一般市民の役割の増大を捉えた近代化の時代の産物である。学者のダミアン・フィスターは、対話者が「大規模な、相互にリンクされた、同期および非同期の接触」を維持するためのこのパラダイムの能力に取り組んでいる。 （フィスター、2013年）多対多のコミュニケーションの意味は、専門家ではない人が自分の意見を聞いて、より多くの意見を広く評価するための新しい方法を提供することである。
多対多の通信パラダイムは、3つの主要なインターネットコンピューティングパラダイムの1つであり、複数のユーザーが情報を送受信することを特徴とし、情報要素はさまざまなWebサイト間で相互リンクされる。ファイル共有、ブログ、 Wiki 、タグ付けなどの発達は、このパラダイムを反映したメディア形式である。これらは、 1対1 （電子メール、 FTP 、およびTelnetなど）や1対多（Webサイトなど）パラダイムとは対照的です。
完全な「多対多」コンピューティングパラダイムへの進化により、人々はインターネットとの間で情報を入力および受信できるようになる。柔軟に形成されたスコープ内で動的に接続や通信ができるようになる。情報通信ツールとコミュニケーションツールの間に人為的な境界はなく、「多」に入るエンティティは人に留まらず、組織、製品、プロセス、イベント、概念など様々なものが入る。